# Milly Witkop

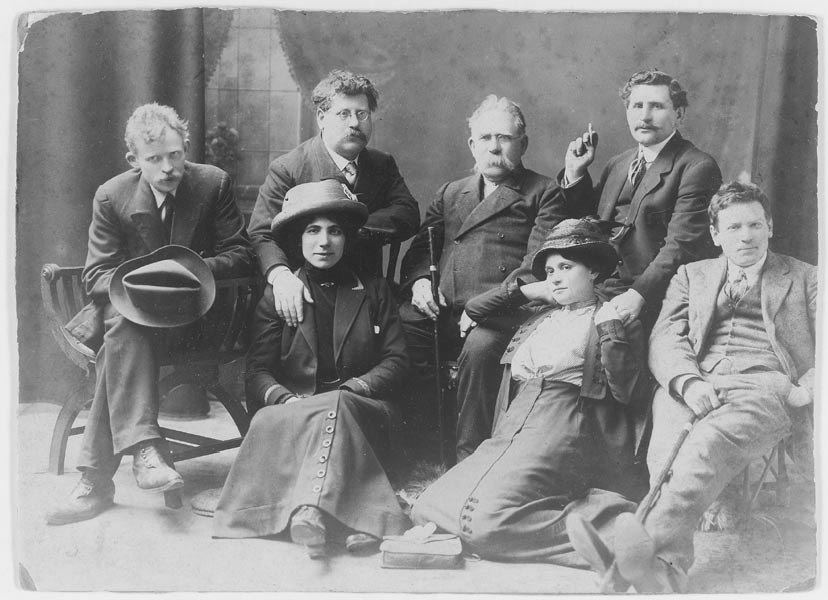
Gruppe jüdischer Anarchisten in London 1912. Vordere Reihe von links: Milly Witkop, Milly Sabel. Hintere Reihe von links: Ernst Simmerling, Rudolf Rocker, Wuppler, Lazar Sabelinsky, Loefler.

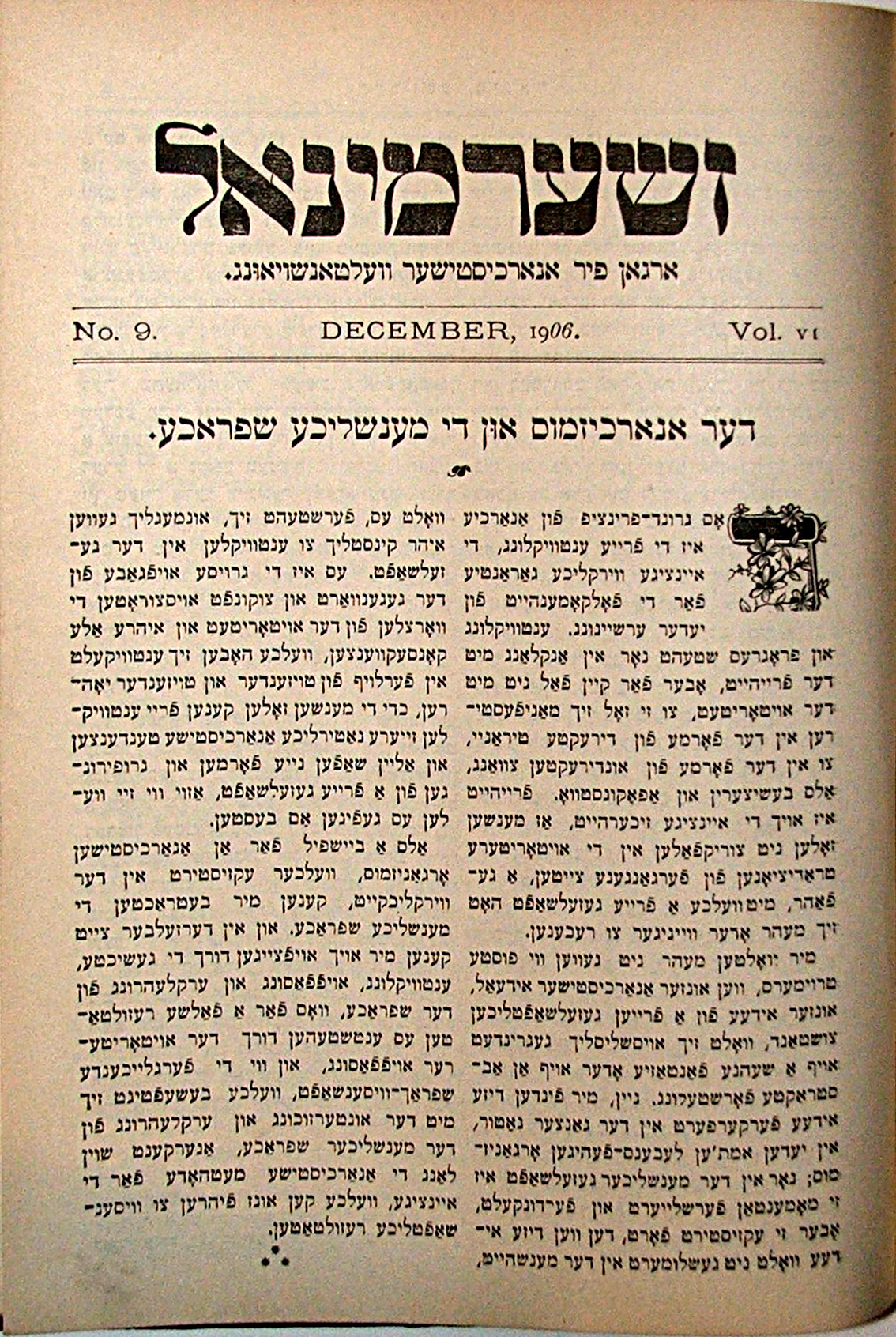
Ausgabe der jiddischen anarchistischen Zeitschrift Germinal (Zsherminal) von 1906

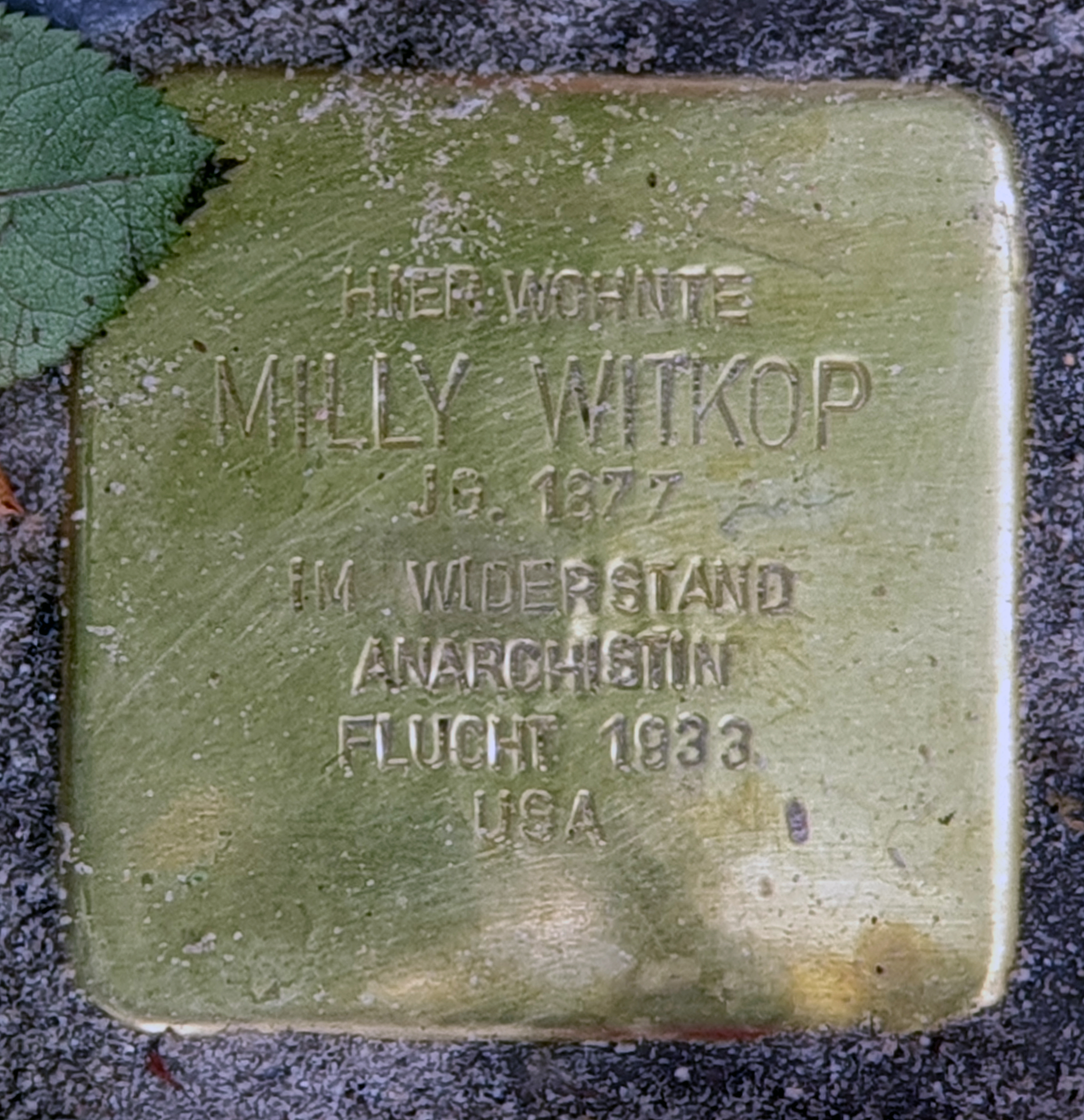
Stolperstein, Buschkrugallee 246, in Berlin-Britz

Milly Witkop (auch Milly Witkop-Rocker; * 1. März 1877 in Slotopol; † 23. November 1955 im Staat New York) war eine jüdische Anarchafeministin, Anarchosyndikalistin und Autorin.

## Leben
Milly Witkop wurde im Schtetl Slotopol, etwa 80 Kilometer nordwestlich von Jelisawetgrad in der Ukraine als älteste von vier Schwestern in eine fromme Familie geboren. Sie emigrierte wegen der antisemitischen Ausschreitungen infolge des Attentats auf den Zaren in jungen Jahren 1894 nach London.
Dort lernte sie ihren Lebensgefährten Rudolf Rocker kennen und engagierte sich in der anarchosyndikalistischen Arbeiterbewegung. Mit Rocker gab sie in London die jiddischen Zeitschriften Arbeter Fraynd und Germinal heraus. Sie gebar dort ihren Sohn Fermin Rocker. Wegen ihrer antimilitaristischen Agitation gegen die Teilnahme Englands am Ersten Weltkrieg musste sie ab 1916 zwei Jahre in Haft verbringen. Milly Witkop gab am 28. August 1916 während ihrer Anhörung in London, die über ihre weitere Inhaftierung entschied, zu Protokoll: „Ich verstehe unter Anarchie einen gesellschaftlichen Zustand, wo die wirtschaftliche Ausbeutung und die politische Unterdrückung der breiten Volksmassen durch privilegierte Minderheiten unmöglich ist. Mit anderen Worten, einen gesellschaftlichen Zustand, wo die Produzenten selbst Besitzer und Verwalter der Produktionsmittel und aller sozialen Reichtümer sind und wo folglich jede Form der politischen Herrschaft und des wirtschaftlichen Monopolismus Dinge der Vergangenheit sind. Anarchie ist also jene Form der gesellschaftlichen Organisation, wo wirtschaftliche Gleichheit und politische und geistige Freiheit eine Synthese bilden, wo jedem Einzelnen die volle Entwicklung seiner Fähigkeiten gewährt ist, und wo das tiefste soziale Empfinden mit der denkbar größten persönlichen Unabhängigkeit Hand in Hand gehen.“
Nach Ende des Ersten Weltkriegs ging sie zu Mann und Sohn, die schon vorher in die Niederlande emigriert waren.
Im November 1918 ging sie nach Deutschland und organisierte mit Rocker den Aufbau der Freien Arbeiter-Union Deutschlands und mit anderen Frauen des syndikalistischen Frauenbunds ab 1921 die Beilage „Der Frauenbund“ in der Zeitschrift „Der Syndikalist“. Witkop war der Ansicht, dass die proletarische Frau nicht nur vom Kapitalismus, sondern ebenso von ihren männlichen Lebensgefährten ausgebeutet würde. Sie regte daher an, dass Frauen aktiv für ihre Rechte eintreten sollten.
Mit der Machtergreifung Hitlers ging die Familie über die Schweiz, Südfrankreich, Paris und London schließlich im Sommer 1933 in die USA. Europa sahen beide nicht wieder. In den USA versuchten Rocker und Witkop vor allem, Bewusstsein für den spanischen Bürgerkrieg zu schaffen und die Arbeit der Mujeres Libres zu fördern.
Mit ihrem Gefährten Rudolf Rocker ging sie 1937 von New York in die 50 Kilometer entfernte anarchistische Gemeinde nahe Lake Mohegan im Westchester County. Dort verstarb sie 1955.

## Gedenken
Am 12. Juli 2024 wurden vor ihrem ehemaligen Wohnort, Berlin-Britz, Buschkrugallee 246, Stolpersteine für sie und Rudolf Rocker verlegt.

## Sekundärliteratur
- Werner Portmann/Siegbert Wolf: „Ja, ich kämpfte“ Von Revolutionsträumen, ‚Luftmenschen’ und Kindern des Schtetls. Biographien radikaler Jüdinnen und Juden. Unrast Verlag, Münster 2006. (darin: „Die Tore der Freiheit öffnen“ – Milly Witkop-Rocker (1877–1955), Anarchistin und Feministin, S. 249ff.).
- Silke Lohschelder: Anarchafeminismus. Auf den Spuren einer Utopie. Unrast Verlag, Münster 2000.
- Hartmut Rübner: Freiheit und Brot. Die Freie Arbeiter-Union Deutschlands. Eine Studie zur Geschichte des Anarchosyndikalismus. Libertad Verlag, Berlin/Köln 1994.
- Vera Bianchi: Feminismus in proletarischer Praxis: Der "Syndikalistische Frauenbund" (1920 bis 1933) und die "Mujeres Libres" (1936 bis 1939), in  Arbeit – Bewegung – Geschichte, Heft I/2018, S. 27–44.